# Vengaboys
A Vengaboys egy 1997-ben alakult holland eurodance/pop együttes. 1997-ben alakultak Rotterdamban. 2002-ben feloszlottak, majd 2006 óta újból aktívak. Legismertebb dalaik a "We Like to Party", a "Boom, Boom, Boom, Boom!!" és a "We're Going to Ibiza". 2019-ben a Nu.nl nevű holland internetes újság őket nevezte ki a legsikeresebb holland popegyüttesnek. 2001-ben elnyerték a World Music Awards díjat a "legkelendőbb popegyüttes" kategóriában.

## Története
A "Vengaboys" név eleinte két holland DJ-t takart, Danski-t és Delmundót (valódi nevükön Dennis van den Drieshen és Wessel van Diepen). Ők ketten Spanyolországban turnéztak 1992 és 1997 között, és hangfelszereléseiket elhelyezték a strandon, azzal a céllal, hogy illegális bulikat tartsanak. Kettejüknek már voltak underground slágereik. 1996-ban találkoztak egy strand bulin Kim Sasabone-nal és a többi taggal (Royyal, Denise-szel és Robinnal) és így megalakult a Vengaboys (a "venga" szó spanyol nyelven a következőt jelenti: "gyerünk"). Az együttes eddig négy nagylemezt adott ki.

## Tagok
- Kim Sasabone (1997–2002, 2006–)
- Denise Post-Van Rijswijk (1997–2002, 2006–)
- Roy den Burger (1997–2002)
- Donny Latupeirissa (2006–)
- Robin Pors (1997–1999, 2009–)

### Korábbi tagok
- Frank Bethlehem (hangmérnök, 2014. december 14-én stroke következtében elhunyt)[4] [5]
- Shaun Van Eck (hangmérnök, 1997–1998, 2014-től kezdve újból hangmérnök)[5]

## Diszkográfia
- Up & Down - The Party Album (1998)
- The Party Album (1999)
- The Platinum Album (2000)
- Xmas Party Album (2014)